# Баранов, Иннокентий Павлович
Инноке́нтий Па́влович Бара́нов (род. 2 августа 1974, Москва) — русский современный художник-неоэкспрессионист.

## Биография
Родился 2 августа 1974 года в Москве.
Тяга к живописи и рисованию у него проявилась ещё в дошкольные годы, когда в возрасте шести лет он пошел в изостудию в местном Дворце пионеров, в котором и состоялась первая персональная выставка юного художника. В 1993 году Иннокентий закончил Московское государственное академическое художественное училище памяти 1905 года, отделение графики. В 19 лет он оказался перед выбором: остаться на родине, где в это время бушевали социальные и политические катаклизмы, или уехать и продолжить своё обучение в Европе. Иннокентий отправился в Австрию, где успешно поступил в Венскую академию искусств, одно из старейших и влиятельных учебных заведений мира, на класс живописи и мультипликации профессора Атерзее.
Сейчас художник живет между Москвой и Берлином. Экспрессивный и яркий стиль Баранова хорошо узнаваем, а сам художник одинаково любим как у себя на родине в России, так и далеко за её пределами. Работы Баранова можно увидеть в частных коллекциях Билла Клинтона, Герхарда Шредера и даже автогонщика Михаэля Шумахера. Его выставки с колоссальным успехом проходят в ведущих галереях Вены, Гамбурга, Нью-Йорка, Цюриха и других. Однако к московским выставкам художник относится особенно трепетно, считая, что выставляться в родном городе ему тем более приятно и престижно.
Помимо занятий живописью Иннокентий Баранов работал над иллюстрациями к более десятку книг Австрии, Германии и России, всерьез увлекался карикатурой. В качестве карикатуриста он создал немало пародий на известных политиков и спортсменов ФРГ, отдельно провел несколько выставок шаржей и карикатур. Одну из таких выставок открывал бывший канцлер Германии Герхард Шредер.

## Выставки
- 1991 — Гамбург, Католическая Академия, (выставка иллюстраций и графики);
- 1993 — Москва (Коллективная выставка живописи выпускников МХУ пам. 1905 г.);
- 1995 — Вена, кафе Monokel (Совместная выставка живописи с Д. Скворцовым), куратор — Frau Doktor Lucia Binder;
- 1995 — Берлин (Персональная выставка, открытие Дрезднер Банк на Курф. Дамме);
- 1995 — Дамюльс (Представитель Федеральной земли Вена на ежегодной «культурной неделе»);
- 1995 — Нью-Йорк (Выставка графики и карикатур) private music school Long Island;
- 1996 — Вена, Kunstforum Austria (Коллективная выставка живописи студентов академии искусств);
- 1997 — Дессау (Совместная выставка живописи с Д. Скворцовым);
- 1998 — Рослау, Офис Социал-демократической Партии ФРГ (Персональная выставка иллюстрации и политических карикатур);
- 1998 — Гамбург (Персональная выставка живописи);
- 2001 — Москва (ЦДХ), выставка живописи, галерея Zero, выбор работ Наум Олев;
- 2001 — Вена (Персональная выставка живописи: «Новый экспрессионизм или Путь и есть Цель»), офис компании NETg;
- 2002 — Цюрих, Schloss Lenzburg (Совместная выставка живописи с Brigitte Lang);
- 2003 — Гамбург, artcafe Tenno (Персональная выставка живописи);
- 2008 — Гамбург, Galerie Carstensen, Kurator A. Antonova (Персональная выставка живописи Rua do Atlantico);
- 2008 — Москва, частная площадка (Персональная выставка живописи «Пилот»);
- 2008 — Саратов, Клуб «Иллюминатор» (Персональная выставка живописи «Европа»);
- 2008 — Москва, завод «Арма» (Персональная выставка живописи «Аня принесла яблоки»);
- 2009 — Гамбург, Atelier Nour, (Совместная выставка живописи с Лилией Нуруллиной, «Новые работы для узкого круга»);
- 2009 — Москва, особняк Dolgorukoff (Персональная выставка живописи: «Брутальность и нежность»);
- 2009 — Москва, галерея «ОнтоАрте» (Персональная выставка живописи EXPRESSIO);
- 2010 — Москва, галерея «Эритаж» (Персональная выставка живописи MEDITERRANEA);
- 2010 — Гамбург, Galerie Carstensen, Kurator A. Antonova (Персональная выставка живописи The Other Amerika);
- 2010 — Москва, Галерея «Дом Нащокина», куратор Наталья Рюрикова (Персональная выставка живописи «Вверх по течению»);
- 2011 — Москва, специальный проект ресторана «Мечта» (Персональная выставка живописи «Домой»);
- 2012 — Берлин, Berliner Allerlei (Персональная выставка живописи);
- 2012 — Москва, частная площадка (Персональная выставка живописи Porta Germaina);
- 2012 — Берлин, Galerie Blaue Stunde (Персональная выставка живописи);
- 2012 — Москва, Галерея «Дом Нащокина», куратор Наталья Рюрикова (Выставка живописи «Война и Мир» совместно с Романом Генн);
- 2013 — Москва, специальный проект ресторана «MAXIM BAR» и Делового Центра «Цветной 26» (Персональная выставка живописи «НОВОЛУНИЕ»).
- 2014 — Москва, галерея гостиницы «Метрополь» (Персональная выставка живописи «Приключения Бога»)
- 2015 — Берлин, BLAUE STUNDE Galerie (Персональная выставка живописи «Stadt Park»)
- 2015 — Москва, галерея «Дом Нащокина» (Персональная выставка живописи «Vinaigrette»)
- 2015 — Берлин, Metropol Park (Групповая выставка «Playing Pool with a rope»)
- 2015 — Берлин, галерея Blaue Stunde (Персональная выставка живописи «Town- Park»)
- 2016 — Майами, галерея Parmigiani (Персональная выставка живописи «Costa Afuera»)
- 2017 — Унна, галерея Kunstraum (Персональная выставка «У друзей»)
- 2018 — Москва, Центральный дом художника (ЦДХ) (Персональная выставка «Вода»)

## Галерея

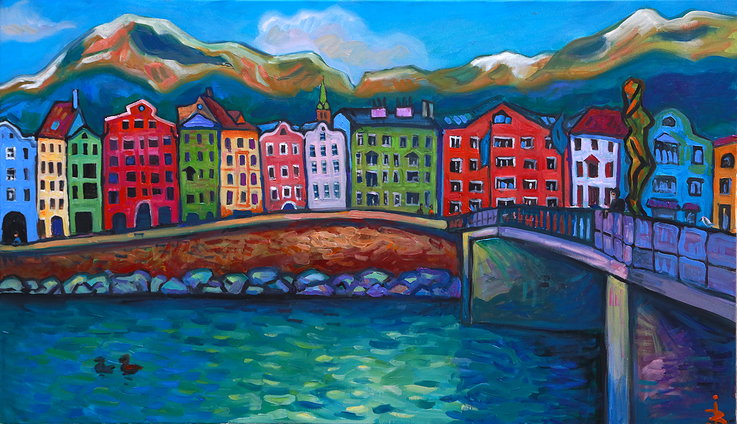
«Инсбрук» (Берлин, 2014)
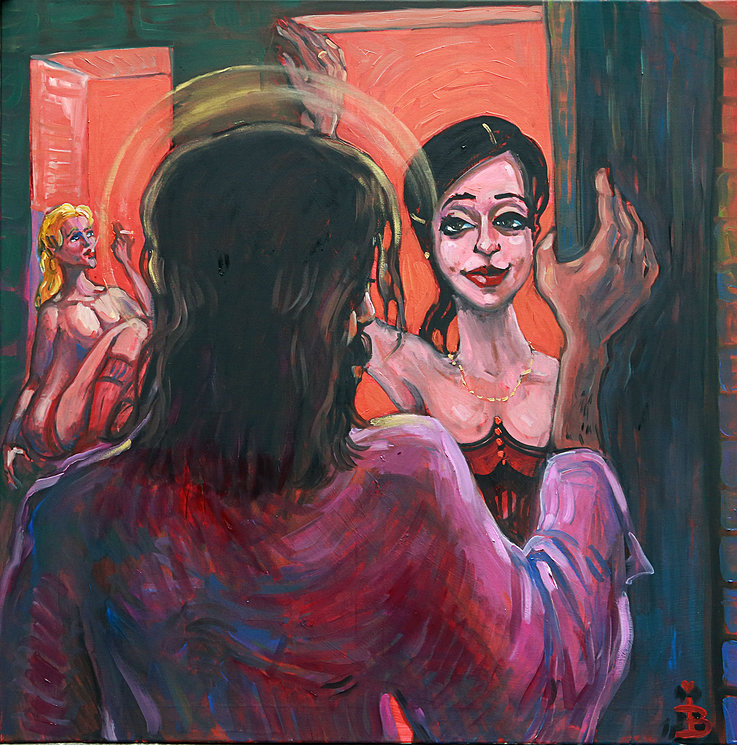
«Бог есть любовь» (Берлин, 2014)
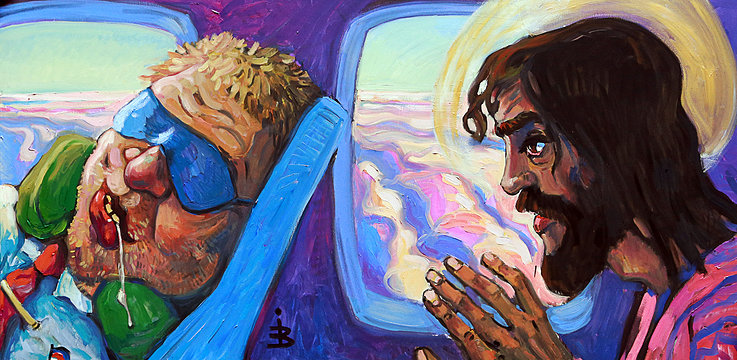
«Бог на небе» (Берлин, 2013)
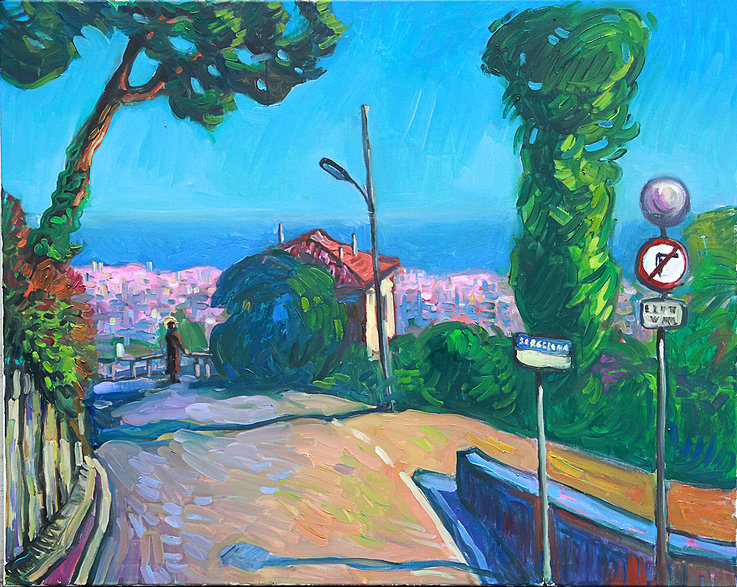
«Бог в Барселоне» (Берлин, 2014)
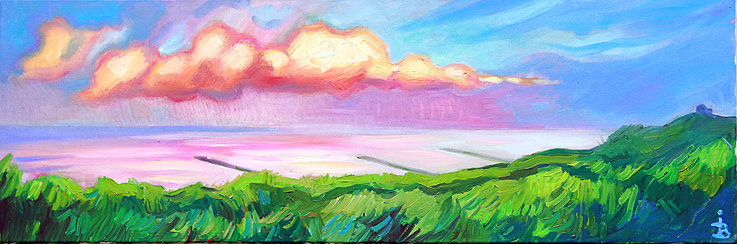
«Северное море» (Берлин, 2013)
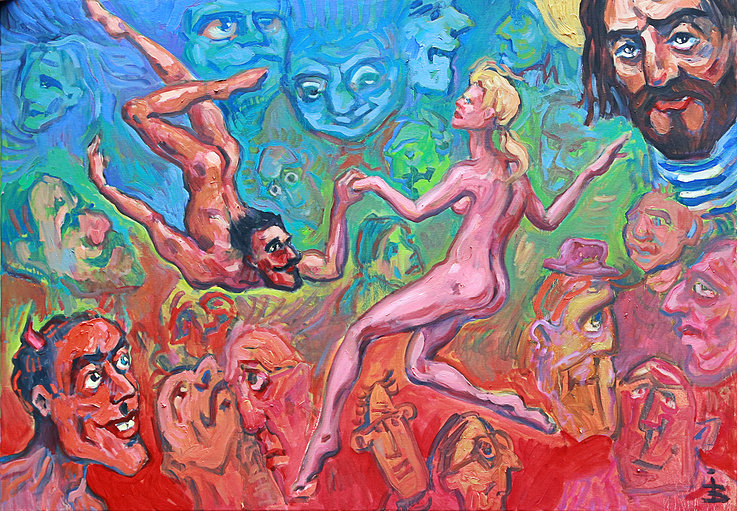
«Танец» (Берлин, 2013)